# Bryce Douvier
Bryce Douvier (Salisburgo, 1º dicembre 1991) è un cestista austriaco naturalizzato statunitense, professionista in Europa.

## Caratteristiche tecniche
Giocatore atletico e con un bagaglio tecnico discreto, è in grado di far valere le sue caratteristiche in difesa e a rimbalzo, oltre che in attacco sia spalle che fronte a canestro. È dotato di un'ottima visione di gioco.

## Carriera
Figlio d'arte, trascorre gli anni del college tra Northern Colorado e Texas A&M-Corpus Christi (10,09 punti di media a partita nell'anno da senior). Nell'estate 2016, dopo un provino per la Reyer Venezia, firma in Portogallo con l'Ovarense Basquetebol, dove tiene 15,26 punti di media. Lo sbarco in Italia avviene la stagione successiva, quando firma per il Blu Basket 1971. Nonostante le buone medie mantenute (16,4 punti con il 55% da due e 7,8 rimbalzi), l'8 gennaio 2018 viene tagliato dalla squadra lombarda per permettere la firma di Tony Easley, centro puro, in sostituzione di Jacopo Borra, fermato da un lungo infortunio. Il 13 gennaio approda in Grecia, firmando fino al termine della stagione per l'Aris Salonicco. Per la stagione 2018-2019 si trasferisce in Pro B in Francia con la maglia di Quimper. Dopo 18 partite a 7,4 punti di media, il 25 febbraio, lascia la squadra e firma per il resto della stagione all'Oviedo, formazione di LEB Gold spagnola. Per la stagione 2019-2010 firma in Polonia al Dąbrowa Górnicza.

### Nazionale
Nel 2011 viene convocato dall'Austria per la preparazione in vista dell'Europeo U-20.
Dall'estate del 2017 gioca per la nazionale maggiore austriaca, venendo convocato per le partite di prequalificazione per i Mondiali 2019.

## Statistiche

### Club

#### Regular season
| Stagione        | Squadra          | Competizione    | Partite | Partite | Partite | Statistiche tiro | Statistiche tiro | Statistiche tiro | Altre statistiche | Altre statistiche | Altre statistiche | Altre statistiche | Altre statistiche |
| Stagione        | Squadra          | Competizione    | Pres.   | Titol.  | Minuti  | Tiri da 2        | Tiri da 3        | Liberi           | Rimb.             | Assist            | Rubate            | Stopp.            | Punti             |
| --------------- | ---------------- | --------------- | ------- | ------- | ------- | ---------------- | ---------------- | ---------------- | ----------------- | ----------------- | ----------------- | ----------------- | ----------------- |
| 2016-2017       | Ovarense         | LPB             | 32      | 30      | 916     | 133/259          | 36/126           | 121/145          | 305               | 38                | 29                | 9                 | 495               |
| 2017-gen. 2018  | Blu Basket 1971  | Serie A2        | 15      | 15      | 445     | 85/154           | 12/34            | 40/49            | 117               | 26                | 22                | 3                 | 246               |
| gen. 2018-2018  | Aris Salonicco   | A1 Ethniki      | 14      | 2       | 183     | 19/41            | 5/29             | 13/13            | 52                | 6                 | 5                 | 0                 | 66                |
| 2018-feb. 2019  | Quimper          | Pro B           | 18      | 4       | 311     | 36/87            | 13/38            | 23/26            | 49                | 16                | 10                | 2                 | 134               |
| feb. 2019-2019  | Oviedo           | LEB Gold        | 11      | 3       | 225     | 35/76            | 8/25             | 22/27            | 65                | 10                | 7                 | 0                 | 118               |
| 2019-2020       | Dąbrowa Górnicza | P-TBL           | 23      | 23      | 624     | 74/157           | 28/91            | 71/79            | 117               | 32                | 29                | 1                 | 303               |
| Totale carriera | Totale carriera  | Totale carriera | 113     | 77      | 2704    | 382/774          | 102/343          | 290/339          | 706               | 126               | 102               | 15                | 1360              |

#### Play-off
| Stagione        | Squadra         | Competizione    | Partite | Partite | Partite | Statistiche tiro | Statistiche tiro | Statistiche tiro | Altre statistiche | Altre statistiche | Altre statistiche | Altre statistiche | Altre statistiche |
| Stagione        | Squadra         | Competizione    | Pres.   | Titol.  | Minuti  | Tiri da 2        | Tiri da 3        | Liberi           | Rimb.             | Assist            | Rubate            | Stopp.            | Punti             |
| --------------- | --------------- | --------------- | ------- | ------- | ------- | ---------------- | ---------------- | ---------------- | ----------------- | ----------------- | ----------------- | ----------------- | ----------------- |
| 2017            | Ovarense        | LPB             | 3       | 3       | 87      | 10/22            | 1/12             | 16/19            | 13                | 4                 | 5                 | 0                 | 39                |
| 2019            | Oviedo          | LEB Gold        | 3       | 1       | 64      | 12/28            | 1/9              | 6/7              | 24                | 1                 | 4                 | 2                 | 33                |
| Totale carriera | Totale carriera | Totale carriera | 6       | 4       | 151     | 22/50            | 2/21             | 22/26            | 37                | 5                 | 9                 | 2                 | 72                |

#### Coppe internazionali
| Stagione        | Squadra         | Competizione    | Partite | Partite | Partite | Statistiche tiro | Statistiche tiro | Statistiche tiro | Altre statistiche | Altre statistiche | Altre statistiche | Altre statistiche | Altre statistiche |
| Stagione        | Squadra         | Competizione    | Pres.   | Titol.  | Minuti  | Tiri da 2        | Tiri da 3        | Liberi           | Rimb.             | Assist            | Rubate            | Stopp.            | Punti             |
| --------------- | --------------- | --------------- | ------- | ------- | ------- | ---------------- | ---------------- | ---------------- | ----------------- | ----------------- | ----------------- | ----------------- | ----------------- |
| gen. 2018-2018  | Aris Salonicco  | BCL             | 3       | 2       | 62      | 8/18             | 2/7              | 0/0              | 26                | 1                 | 0                 | 0                 | 22                |
| Totale carriera | Totale carriera | Totale carriera | 3       | 2       | 62      | 8/18             | 2/7              | 0/0              | 26                | 1                 | 0                 | 0                 | 22                |

### Nazionale
| Cronologia completa delle presenze e dei punti in Nazionale - Austria | Cronologia completa delle presenze e dei punti in Nazionale - Austria | Cronologia completa delle presenze e dei punti in Nazionale - Austria | Cronologia completa delle presenze e dei punti in Nazionale - Austria | Cronologia completa delle presenze e dei punti in Nazionale - Austria | Cronologia completa delle presenze e dei punti in Nazionale - Austria | Cronologia completa delle presenze e dei punti in Nazionale - Austria | Cronologia completa delle presenze e dei punti in Nazionale - Austria |
| Data                                                                  | Città                                                                 | In casa                                                               | Risultato                                                             | Ospiti                                                                | Competizione                                                          | Punti                                                                 | Note                                                                  |
| --------------------------------------------------------------------- | --------------------------------------------------------------------- | --------------------------------------------------------------------- | --------------------------------------------------------------------- | --------------------------------------------------------------------- | --------------------------------------------------------------------- | --------------------------------------------------------------------- | --------------------------------------------------------------------- |
| 02/08/2017                                                            | Tirana                                                                | Albania                                                               | 51 - 79                                                               | Austria                                                               | Qual. Mondiali 2019                                                   | 10                                                                    | [ 12 ]                                                                |
| 05/08/2017                                                            | Schwechat                                                             | Austria                                                               | 72 - 79                                                               | Paesi Bassi                                                           | Qual. Mondiali 2019                                                   | 0                                                                     | [ 13 ]                                                                |
| 12/08/2017                                                            | Schwechat                                                             | Austria                                                               | 97 - 63                                                               | Albania                                                               | Qual. Mondiali 2019                                                   | 8                                                                     | [ 14 ]                                                                |
| 16/08/2017                                                            | Amsterdam                                                             | Paesi Bassi                                                           | 71 - 78                                                               | Austria                                                               | Qual. Mondiali 2019                                                   | 0                                                                     | [ 15 ]                                                                |
| 23/02/2018                                                            | Schwechat                                                             | Austria                                                               | 64 - 78                                                               | Georgia                                                               | Qual. Mondiali 2019                                                   | 8                                                                     | [ 16 ]                                                                |
| 25/02/2018                                                            | Schwechat                                                             | Austria                                                               | 81 - 82                                                               | Serbia                                                                | Qual. Mondiali 2019                                                   | 9                                                                     | [ 17 ]                                                                |
| 29/06/2018                                                            | Braunschweig                                                          | Germania                                                              | 85 - 63                                                               | Austria                                                               | Qual. Mondiali 2019                                                   | 0                                                                     | [ 18 ]                                                                |
| 02/07/2018                                                            | Tbilisi                                                               | Georgia                                                               | 98 - 73                                                               | Austria                                                               | Qual. Mondiali 2019                                                   | 7                                                                     | [ 19 ]                                                                |
| 13/09/2018                                                            | Schwechat                                                             | Austria                                                               | 72 - 69                                                               | Cipro                                                                 | Qual. Euro 2021                                                       | 2                                                                     | [ 20 ]                                                                |
| 29/11/2018                                                            | Manchester                                                            | Gran Bretagna                                                         | 82 - 96                                                               | Austria                                                               | Qual. Euro 2021                                                       | 0                                                                     | [ 21 ]                                                                |
| 02/12/2018                                                            | Nicosia                                                               | Cipro                                                                 | 71 - 81                                                               | Austria                                                               | Qual. Euro 2021                                                       | 9                                                                     | [ 22 ]                                                                |
| 24/02/2019                                                            | Schwechat                                                             | Austria                                                               | 75 - 78                                                               | Gran Bretagna                                                         | Qual. Euro 2021                                                       | 5                                                                     | [ 23 ]                                                                |
| 20/02/2020                                                            | Graz                                                                  | Austria                                                               | 73 - 88                                                               | Ucraina                                                               | Qual. Euro 2021                                                       | 9                                                                     | [ 24 ]                                                                |
| 23/02/2020                                                            | Capodistria                                                           | Slovenia                                                              | 85 - 78                                                               | Austria                                                               | Qual. Euro 2021                                                       | 9                                                                     | [ 25 ]                                                                |
| 29/11/2020                                                            | Lubiana                                                               | Slovenia                                                              | 77 - 64                                                               | Austria                                                               | Qual. Euro 2021                                                       | 3                                                                     | [ 26 ]                                                                |
| 30/11/2020                                                            | Lubiana                                                               | Ucraina                                                               | 70 - 67                                                               | Austria                                                               | Qual. Euro 2021                                                       | 0                                                                     | [ 27 ]                                                                |
| Totale                                                                |                                                                       | Presenze                                                              | 16                                                                    |                                                                       | Punti                                                                 | 79                                                                    |                                                                       |